# Jarisch-Herxheimer-Reaktion
Die Herxheimer-Reaktion (auch Jarisch-Herxheimer-Reaktion genannt oder kurz Herx) ist eine bis zu mehreren Tagen andauernde Reaktion des Körpers auf Bakteriengifte (Endotoxine), die durch den therapiebedingten Zerfall einer großen Menge von Erregern entstehen und zur Freisetzung von Entzündungsbotenstoffen führen.
Die Bezeichnung geht auf die Dermatologen Adolf Jarisch senior (1850–1902) und Karl Herxheimer (1861–1942) zurück. Die erste Beobachtung der Symptome trat nach der Behandlung der Syphilis auf.

## Erreger
Möglicherweise muss bei allen effektiven Therapien gegen Spirochäten mit einer Herxheimer-Reaktion gerechnet werden. Sie tritt typischerweise bei der antibiotischen Therapie der Syphilis auf, aber auch bei anderen Spirochätosen wie der Frambösie, der Borreliose, Leptospirose, darüber hinaus auch bei Typhus abdominalis (Erreger: Salmonella typhi) sowie bei einigen anderen bakteriellen Infektionen. Bei der Borreliose soll diese Reaktion bei etwa 30 bis 60 % der Patienten auftreten, bei der Primosekundärsyphilis wird sie häufig, bei Neurosyphilis aber nur in 1 bis 2 % der Fälle beobachtet.
Die Jarisch-Herxheimer-Reaktion tritt während der antibiotischen Therapie folgender Indikationen (jeweiliger Erreger in Klammern) auf:
- Syphilis (Treponema pallidum)
- Leptospirose (Leptospira interrogans)
- Lepra (Mycobacterium leprae)
- Meningitis (diverse, v. a. Neisseria meningitidis)
- Rückfallfieber (Borrelia recurrentis)
- Lyme-Borreliose (Borrelia burgdorferi)

## Ablauf
Typische Symptome sind plötzliches Fieber (auch mit Schüttelfrost) sowie eine Verschlimmerung der Symptome der ursprünglichen Infektionskrankheit (Allgemein- und Herdreaktionen). Im Prinzip können diese Symptome als ein Anzeichen der Wirksamkeit einer effektiven Therapie angesehen werden.
Nach Beginn einer effektiven Antibiotikabehandlung kann es im Rahmen einer Herxheimer-Reaktion zu einer Gefäßverengung mit Blutdruckanstieg, Blässe und Schüttelfrost kommen. In der Folgezeit kann die Symptomatik ins Gegenteil umschlagen. Es kommt dann zu einer Gefäßerweiterung mit Hautrötung und Blutdruckabfall. Das kann einhergehen mit Kopf-, Muskel- und Gelenkschmerzen, großer Müdigkeit und Abgeschlagenheit. Bei einem längeren Krankheitsverlauf bis zum Therapiebeginn kann die Herxheimer-Reaktion zu schweren Depressionen, Erschöpfungszuständen und Aufmerksamkeitsstörungen führen, die wochenlang anhalten können.
Als Ursache für die Herxheimer-Reaktion im Rahmen einer antibiotischen Behandlung wird bislang eine Reaktion des Komplementsystems auf den Zerfall von Bakterien, insbesondere von Spirochäten, angesehen.

## Therapie
Als Prophylaxe können Kortisongaben sowie andere Maßnahmen (vermehrtes Trinken, Bäder) die Symptome günstig beeinflussen. Die Akutbehandlung besteht in der Verabreichung von 50–100 mg Prednison intravenös. Kortison sollte allerdings bei einem Verdacht auf Borreliose auf keinen Fall gegeben werden.

## Verweis
Auf Herxheimer geht auch die Beschreibung der Akrodermatitis chronica atrophicans Herxheimer zurück, die jedoch mit der Herxheimer-Reaktion nichts zu tun hat.